# Trichaeta pterophorina
Trichaeta pterophorina là một loài bướm đêm thuộc phân họ Arctiinae, họ Erebidae.